# Wollschank und Zschark
Das Naturschutzgebiet Wollschank und Zschark mit dem Wollschankteich (obersorbisch Wólšank) und dem Zscharkteich (Zdźark) liegt im Landkreis Bautzen in Sachsen. Es erstreckt sich westlich von Commerau und nordwestlich von Truppen, beide Ortsteile der Gemeinde Königswartha. Am westlichen Rand des Gebietes fließt das Doberschützer Wasser, östlich verläuft die Kreisstraße K 7284.

## Bedeutung
Das 94,82 ha große Gebiet mit der NSG-Nr. D 75 wurde im Jahr 1989 unter Naturschutz gestellt.